# مغربة شرحة (الشغادرة)

تعديل مصدري - تعديل

مغربة شرحة هي إحدى قرى عزلة قلعة حميد بمديرية الشغادرة التابعة لمحافظة حجة، بلغ تعداد سكانها 397 نسمة حسب تعداد اليمن لعام 2004.